# Chris Elliott
Christopher N. Elliott (New York, New York, VS, 31 mei 1960) is een Amerikaans acteur. Elliott was al te zien in meer dan 50 producties. Hij speelde onder meer cameraman Larry in Groundhog Day, Dom Woganowski (schoenenfetisj) in There's Something About Mary. Ook had hij de hoofdrol in de sitcom Get a Life en speelde hij gastrollen in series als Miami Vice, Murphy Brown, The Nanny en According to Jim. Zijn vader was acteur en komiek Bob Elliott. 
Elliott trouwde op 8 maart 1986 met Paula Niedert Elliott, met wie hij twee kinderen kreeg. Zijn dochter Abby Elliott werd actrice en komiek.

## Filmografie
- Lianna (1983) - Lichtassistent
- Hyperspace (1984) - Hopper
- My Man Adam (1985) - Mr. Spooner
- Late Night with David Letterman Televisieserie - Verschillende rollen (Episode 1.1, 1982, niet op aftiteling|Episode 19 december 1985)
- FDR: A One Man Show (Televisiefilm, 1986) - Franklin Delano Roosevelt
- Manhunter (1986) - Zeller
- Action Family (Televisiefilm, 1987) - Chris
- Miami Vice Televisieserie - Danny Allred, de cryptograaf (Afl., Down for the Count: Part 2, 1987)
- The Equalizer Televisieserie - Rags Maloney (Afl., Coal Black Soul, 1987)
- New York Stories (1989) - Overvaller
- The Abyss (1989) - Bendix
- Tattingers Televisieserie - Spin (Afl. onbekend, 1989)
- Get a Life Televisieserie - Chris Peterson (22 afl., 1990-1991)
- Medusa: Dare to Be Truthful (Televisiefilm, 1992) - Andy
- The Traveling Poet (1993) - Alan Squire
- Groundhog Day (1993) - Larry
- CB4 (1993) - A. White
- The Adventures of Pete & Pete Televisieserie - Meteropnemer Ray (Afl., Sick Day, 1993)
- Poolside Ecstacy (1994) - Zwembadman
- Housewives: The Making of the Cast Album (1994) - Chris de diva
- Cabin Boy (1994) - Nathaniel Mayweather
- Saturday Night Live Televisieserie - Verschillende rollen (20 afl., 1994-1995)
- The Barefoot Executive (1995) - Jase Wallenberg
- Kingpin (1996) - De gokker
- Wings Televisieserie - Steve (Afl., ...Like a Neighbor Scorned, 1996)
- Murphy Brown Televisieserie - Murphy's agent Steve (Afl., The Ten Percent Solution, 1995|Underdogs, 1996)
- Duckman: Private Dick/Family Man Televisieserie - Dr. Reamus Elliott (Afl., All About Elliott, 1997, stem)
- Sabrina, the Teenage Witch Televisieserie - Warren (Afl., Mars Attracts!, 1997)
- The Naked Truth Televisieserie - Bradley Crosby (Afl., Jake or Fake?, 1997|Bob & Carol & Ted & Alice, Except with Different Names, 1998)
- There's Something About Mary (1998) - Dom Woganowski
- Hercules: The Animated Series Televisieserie - Triton (Afl., Hercules and the Son of Poseidon, 1998, stem)
- The Nanny Televisieserie - Chris Malley (Afl., Oh, Say, Can You Ski?, 1998)
- Tracey Takes On... Televisieserie - Gilbert Bronson (Afl., Books, 1999)
- The Sky Is Falling (2000) - Santa Clause
- The Outer Limits Televisieserie - Jack Parson (Afl., Judgment Day, 2000)
- Snow Day (2000) - Roger, de sneeuwploegman
- Nutty Professor II: The Klumps (2000) - Restaurant Manager
- Dilbert Televisieserie - Dogbert (10 afl., 1999-2000, stem)
- Cursed Televisieserie - Larry Heckman (Afl. onbekend, 2000-2001)
- The King of Queens Televisieserie - F. Moynihan (Afl., Lyin' Hearted, 2001)
- Scary Movie 2 (2001) - Hanson
- Osmosis Jones (2001) - Bob
- Ed Televisieserie - Chet Bellafiore (Afl., The New World, 2000)
- Still Standing Televisieserie - Jeff Hackman (Afl., Still Spending, 2002)
- Caged (2003) - Stuart
- King of the Hill Televisieserie - Rob Holguin (Afl., After the Mold Rush, 2003, stem)
- According to Jim Televisieserie - Reverend Gaylord Pierson (Afl., Father Disfigure, 2002|We Have a Bingo, 2003|Dana Dates the Reverend, 2004)
- Third Watch Televisieserie - Jeffrey Barton (Afl., The Hunter, the Hunted, 2004|Greatest Detectives in the World, 2004)
- That '70s Show Televisieserie - Bray (Afl., 2000 Light Years from Home, 2005)
- Everybody Loves Raymond Televisieserie - Peter MacDougall (10 afl., 2003-2005)
- The King of Queens Televisieserie - Pete, de exterminator (Afl., Buggie Nights, 2006)
- Scary Movie 4 (2006) - Ezekiel
- Minoriteam Televisieserie - Ruimtezwerver (Afl., Space Driftin', 2006)
- I'll Believe You (2006) - Eugene, the Gator Guy
- Late Show with David Letterman Televisieserie - Mac Computer (Episode 17 juli 2007, niet op aftiteling|Episode 18 juli 2007, niet op aftiteling|Episode 15.9, 2007, niet op aftiteling)
- Thomas Kinkade's Home for Christmas (2008) - Ernie Trevor

- Bibliothèque nationale de France: cb144489626 (data)
- Gemeinsame Normdatei: 1289463751
- International Standard Name Identifier: 0000 0001 1436 599X
- Library of Congress Control Number: n88276714
- Nationale Bibliotheek van Tsjechië: xx0059359
- Nationale bibliotheek van Australië: 40018297
- Nationale Bibliotheek van Israël: 987007424701505171
- Système universitaire de documentation: 180061283
- Virtual International Authority File: 1578912
- WorldCat: E39PBJdh6cBc7kYKPwyTvv46rq